# ديفيد هاس (ملحن)
ديفيد هاس (بالإنجليزية: David Haas)‏ هو ملحن أمريكي، ولد في 1957.

## وصلات خارجية
- دايفيد هاس على موقع ميوزك برينز (الإنجليزية)